# حسين أباد أميني (دشتابي الشرقي)
حسین أباد أمیني (بالفارسية: حسین‌آباد امینی) هي قرية تقع في إيران في قسم دشتابي الشرقي الريفي. يقدر عدد سكانها بـ 366 نسمة .